# Regentschapskoninkrijk Polen
Het Regentschapskoninkrijk Polen was een koninkrijk in Polen van 1916 tot 1918. Het bestond uit Galicië en het Russische deel van Polen. Deze vazalstaat van het Duitse Keizerrijk tijdens de Eerste Wereldoorlog werd feitelijk nooit gevormd; het gebied bleef bestuurd door de Duitse bezetters. Na de Eerste Wereldoorlog ging het op in de Tweede Poolse Republiek.

## Geschiedenis
Op 6 augustus 1914 viel maarschalk Piłsudski het Russische deel van Polen aan, vanuit Galicië, het enige deel van Polen dat nog enige vorm van autonomie bezat. De achterliggende gedachte hiervan was om meer Polen aan zijn zijde te krijgen in het Russische deel, maar ook steun van de Duitsers te krijgen, aangezien de Duitsers en Russen nu tegenover elkaar stonden in de pas uitgebroken Eerste Wereldoorlog.
In 1915 bezetten de Duitsers een aanzienlijk deel van Russisch-Polen en vanaf 1916 kreeg dit gebied met Galicië erbij enige autonomie op het gebied van onderwijs en zorg. Dit gebied zou ook bekendstaan als het Regentschapskoninkrijk Polen.
Hetzelfde gebied kreeg volledige onafhankelijkheid na het beëindigen van de Eerste Wereldoorlog op 11 november 1918. De Tweede Poolse Republiek werd hiermee gesticht. Piłsudski werd de eerste president van het herboren Polen.